# 仁木他喜雄
仁木 他喜雄（にき たきお、1901年（明治34年）11月14日 - 1958年（昭和33年）5月13日）は、昭和期の作曲家、編曲家。北海道出身。

## 経歴
北海道札幌郡篠路兵村（現在の札幌市北区屯田・篠路付近）に生まれ、1歳の時に滝川村幌倉（現在の滝川市東滝川町付近）に移住し1914年まで過ごす。その後札幌の劇場を経て、横浜のバンド屋（鼓笛隊養成所の意味）「睦崎」に入門してドラムを学び、ハタノ・オーケストラ、日本交響楽協会を経て、1926年（大正15年）の新交響楽団（のちのNHK交響楽団）創設時にティンパニ奏者として参加。1940年以降は、コロムビア専属として、レコーディングにおける多数の編曲と作曲で知られる。
1958年（昭和33年）5月13日死去。享年56。葬儀の際には、二葉あき子が、ヒット曲「別れても」を嗚咽しながら歌い、その早すぎる死を悼んだ。根室本線東滝川駅前東側に、仁木他喜雄顕彰歌碑（めんこい仔馬）がある。

## エピソード
越路吹雪の宝塚歌劇団退団直後の実演、レコードなどのディレクター兼プロデューサーでもあった。

## 作品

### 歌謡曲
- 「めんこい仔馬」（二葉あき子、高橋祐子）
- 「蘇州の夜」（李香蘭）
- 「高原の月」（霧島昇、二葉あき子）
- 「別れても」（二葉あき子）
- 「さよならルンバ」（二葉あき子）
- 「若者よ恋をしろ」（中島孝）
- 「手っ取り早い唄」（森繁久彌）
- 「銀座の雀」（森繁久彌）
- 「上海夜曲」（藤山一郎）

### 映画音楽
- 純情二重奏（1939年、佐々木康監督）
- そよかぜ（1945年、佐々木康監督）
- 満月城の歌合戦（1946年、マキノ正博監督）
- 自由学校（1951年、大映版、吉村公三郎監督）
- 右門捕物帖帯とけ仏法（1951年、安田公義監督）
- 結婚行進曲（1951年、市川崑監督）
- 恋化粧（1955年、本多猪四郎監督）
- 三つ首塔（1956年、小林恒夫・小沢茂弘監督）